# SN 2004al
SN 2004al – supernowa typu II odkryta 3 marca 2004 roku w galaktyce E565-G25. W momencie odkrycia miała maksymalną jasność 16,80m.